# Bako, l'autre rive
Pour les articles homonymes, voir Bako.
Pour plus de détails, voir Fiche technique et Distribution.
Bako, l'autre rive est un film franco-sénégalais réalisé par Jacques Champreux et sorti en 1979. 

## Fiche technique
- Titre : Bako, l'autre rive
- Réalisation : Jacques Champreux
- Scénario : Jacques Champreux et Cheik Doukouré
- Photographie : Jacques Ledoux
- Musique : Lamine Konté
- Montage : Andrée Davanture et Marie-Christine Rougerie
- Pays de production :  France /  Sénégal
- Format : Couleurs
- Durée : 109 minutes
- Date de sortie : France - 10 janvier 1979

## Distribution
- Sidiki Bakaba : Boubacar Sako
- Cheik Doukouré : Camara Lamine
- Doura Mané : Le passeur
- Guillaume Corea : Timothée Bienvenue

## Distinctions
- Prix Jean-Vigo 1978[1]